# 23750 Stepciechan
23750 Stepciechan è un asteroide della fascia principale. Scoperto nel 1998, presenta un'orbita caratterizzata da un semiasse maggiore pari a 2,3795808 UA e da un'eccentricità di 0,1130046, inclinata di 5,79000° rispetto all'eclittica.